# 8541 Schalkenmehren
A 8541 Schalkenmehren (ideiglenes jelöléssel 1993 TZ32) a Naprendszer kisbolygóövében található aszteroida. Eric Walter Elst fedezte fel 1993. október 9-én.